# Astrochimie
L'astrochimie est l'étude des éléments chimiques détectés dans l'espace lointain, habituellement, dans les nuages de gaz moléculaire. Elle étudie aussi leur formation, leurs interactions et leur destruction. L'astrochimie est une discipline liée à l'astrophysique, à l'interface entre l'astronomie et la chimie. Elle permet de caractériser les réactions se produisant dans le milieu interstellaire, en particulier lors des différents stades de la formation d'une étoile.
La détection de certaines molécules-clés tels que les acides aminés pourrait avoir un impact sur notre compréhension de l'origine de la vie sur Terre.

## Moyens de détection
La spectroscopie est l'outil le plus utilisé pour détecter et caractériser les molécules. Dans les zones froides de l'univers (nuages moléculaires), les raies observées sont dues à des transitions rotationnelles ou vibrationnelles, ce qui nécessite l'observation dans le domaine submillimétrique pour éviter que la poussière et les nuages de gaz ne masquent leur émission. En raison de l'opacité de l'atmosphère à ces longueurs d'onde, les observations au sol ne peuvent se faire que dans une bande de longueur d'onde très étroite. Cette contrainte a été en partie levée par le lancement de télescopes spatiaux (Spitzer, Herschel...).

## Mécanismes de formation
En astrochimie, l'évolution de l'abondance d'une espèce atomique ou moléculaire est décrite par la somme des processus conduisant à sa production et de ceux conduisant à sa destruction. On parle d'état d'équilibre du nuage interstellaire lorsque les abondances des différents atomes et molécules ne varient plus au cours du temps.
Les réactions physico-chimiques qui se produisent au sein d'un nuage interstellaire sont fortement influencées par les caractéristiques physiques du milieu qui les environne comme sa température, sa densité ou encore la présence ou non d'une étoile à proximité du nuage (exposition à un flux de photons UV).
Les deux principaux types de réaction moléculaire connus à ce jour en astrochimie sont les réactions chimiques en phase gazeuse (réaction ion-molécule, réaction entre espèces neutres, photodissociation, association radiative) et celles qui se produisent à la surface des grains de poussière interstellaire.

## Molécules détectées à ce jour
Environ 200 molécules différentes ont été observées jusqu'à présent dans le milieu interstellaire. La molécule la plus répandue dans l'univers (H2) n'a pas de moment dipolaire, ce qui la rend difficilement détectable. Le monoxyde de carbone (CO), beaucoup plus facile à détecter, sert souvent de traceur car le rapport entre la luminosité émise par le CO et la masse de H2 est presque constant.

### Acides aminés
Bien que plusieurs fois annoncée, la détection de molécules aussi complexes que les acides aminés n'a pu être confirmée à ce jour.

### HAP
Les molécules détectées individuellement comptent jusqu'à 12 atomes mais on soupçonne que les espèces qui émettent des raies dans l'infrarouge moyen sont des HAP, hydrocarbures aromatiques polycycliques dont un bien connu sur Terre est le coronène. Ce sont des paraffines. Aucun HAP n'a pu être identifié individuellement mais on ne connait actuellement pas d'autre explication à l'existence de ces raies. Les HAP seraient des molécules énormes dont le nombre d'atomes de carbone est estimé entre 100 et 1000. D'actives recherches sont en cours pour déterminer la façon dont ces molécules se forment et interagissent.